# 秀厢站
秀厢站是南宁轨道交通2号线的地铁车站，位于中华人民共和国广西壮族自治区南宁市西乡塘区友爱北路与友爱路西五巷交叉口北侧，于2017年12月28日开通。

## 车站结构
秀厢站位于友爱北路与友爱路西五巷交叉口北侧，沿友爱北路设置，呈南北走向，为地下二层岛式站台车站，车站长468.9米，标准段宽19.7米，车站地下一层为站厅层，地下二层为站台层，站台设置全高站台门。车站北侧设有两条存车线。
| 地面              | 出入口 | A、B、C出入口                                                                                           |
| 地下一层          | 站厅   | 客服中心、自动售票机、验票机                                                                            |
| 地下二层          | 站台   | \| \| \| █ 2号线往西津（三十三中） \| \| 島式 · 開左邊车门 \| \| \| \| \| \| █ 2号线往坛泽（明秀路） \| |
|                   |        | █ 2号线往西津（三十三中）                                                                               |
| 島式 · 開左邊车门 |        | |
|                   |        | █ 2号线往坛泽（明秀路）                                                                                 |

## 出入口
秀厢站共有3个出入口，各出口及周围设施如下所示：
| 编号                | 出入口信息                                                                               | 照片 | 无障碍设施 |
| ------------------- | ---------------------------------------------------------------------------------------- | ---- | ---------- |
| A · 出口 · （设有） | 秀厢村，友爱北路，秀厢大道，秀厢小学                                                     |      |            |
| B · 出口            | 友爱北路，秀厢小学                                                                       |      | 不適用     |
| C · 出口            | 友爱北路，灵厢路，友爱北路东二巷，广西机电工业学校友爱校区，南宁市水利局，南宁市秀田小学 |      | 不適用     |
| 图例： 设有         |                                                                                          |      |            |

## 接驳交通

### 公交车
- 秀厢：2路，32路，75路，B206路
- 秀厢市场：2路，32路，75路，B206路

## 车站历史
本站工程名与正式站名均为秀厢站，以车站所处的秀厢村命名。
- 2015年8月12日，车站主体结构封顶[2]。
- 2017年12月28日，车站随2号线一期通车开通[1]。
- 2024年10月18日，车站B出入口开通[3]。